# Salomon Peter Carlebach
Salomon Peter Carlebach, auch Shlomo Carlebach (geboren am 17. August 1925 in Hamburg, gestorben am 21. Juli 2022 in New York City) war ein US-amerikanischer orthodoxer Rabbiner.

## Leben
Salomon Peter (Shlomo) Carlebach war der jüngste Sohn des Oberrabbiners Joseph Carlebach (1883–1942) aus Hamburg. Dieser wurde mit seiner Frau Charlotte, geborene Preuss (* 1900), und den vier jüngsten der neun Kinder ins Gut Jungfernhof bei Riga deportiert. Die Eltern und ihre Töchter Ruth (* 1926), Noemi (* 1927) und Sara (* 1928) wurden am 26. März 1942 im Wald von Biķernieki bei Riga erschossen. Salomon Peter, der mit den Eltern und Schwestern verschleppt worden war, überlebte, weil er einem Arbeitskommando zugeteilt worden war. Er hatte insgesamt acht Geschwister, darunter den ältesten Bruder Julius Carlebach (1922–2001), Eva Sulamit (1919–1966), verheiratet mit dem Rabbiner Joseph Heinemann, Esther (* 1920), verheiratet mit Shimon Hackenbroch, Miriam Gillis-Carlebach (1922–2020), verheiratet mit Moshe Gillis, und Judith (1924–1970), verheiratet mit Geoffrey Heymann.
Salomon Peter Carlebach überlebte die Gefangenschaft in insgesamt neun Konzentrationslagern. Nach der Befreiung 1945 emigrierte er in die USA. In Brooklyn studierte er an der Yeshiva Rabbi Chaim Berlin und wurde Schüler des Schulleiters und Rabbiners Yitzchok Hutner (1906–1980). Nach einer Zeit als Lehrer an einer Yeshiva-High School berief ihn Hutner 1966 zum Mashgiach ruchani („geistlicher Leiter“ [der Studenten], Schulpräfekt) seiner Yeshiva Rabbi Chaim Berlin. Nach einem Konflikt mit Hutner wurde Carlebach 1978 abgelöst. Seine Versuche, diese Entlassung gerichtlich anzufechten, scheiterten. Danach war er freiberuflich als Vortragsredner und Autor tätig. Zuletzt lebt er in Lakewood, New Jersey.
2005 hielt er die Festansprache zum 125-jährigen Bestehen der Lübecker Synagoge.
Seine Tochter Elisheva Carlebach ist Inhaberin der Salo Wittmayer Baron Professur für Jüdische Geschichte an der Columbia University.
Er wurde am 1. August 2022 auf dem Friedhof Har HaMenuchot in Jerusalem beigesetzt.

## Werke
- Ish Yehudi – The Life and Legacy of a Torah Great: Joseph Tzvi Carlebach. New York: Shearith Joseph Publications 2008